# Manuel Buendía Téllez Girón
Manuel Buendía Téllez Girón es una localidad del municipio de Nacajuca ubicado en la subregión centro del estado mexicano de Tabasco.

## Geografía
La localidad de Manuel Buendía Téllez Girón se sitúa en las coordenadas geográficas 18°01′15″N 92°58′48″O / 18.020833, -92.980000, a una elevación de 9 metros sobre el nivel del mar.

## Demografía
Según el Conteo de Población y Vivienda 2020, efectuado por el Instituto Nacional de Estadística y Geografía, la localidad de Manuel Buendía Téllez Girón tiene 1,341 habitantes, de los cuales 679 son del sexo masculino y 662 del sexo femenino. Su tasa de fecundidad es de 2.41 hijos por mujer y tiene 380 viviendas particulares habitadas.
| Gráfica de evolución demográfica de Manuel Buendía Téllez Girón entre 1990 y 2020 |
|                                                                                   |
| INEGI.                                                                            |